# Булойчик, Александр Сергеевич
Александр Сергеевич Булойчик (30 августа 1978) — белорусский футболист, защитник и полузащитник.

## Биография
Воспитанник футбольной школы «Атака» (Минск), тренер — Яков Шапиро. Впоследствии под руководством Шапиро играл в нескольких клубах на взрослом уровне.
С 1996 года выступал в дубле «Атаки» во второй лиге Белоруссии, в 1997 году дебютировал в основной команде клуба, сыграв за сезон 3 матча в высшей лиге. В 1998 году вместе с группой игроков из распавшейся "Атаки" перешёл в дубль БАТЭ, но играл на правах аренды за аутсайдера высшей лиги «Коммунальник» (Слоним), где также не смог стать регулярным игроком основы. В 1999 году, выступая за дебютанта высшей лиги «Лиду», провёл все 30 матчей и помог команде удержаться в элите. В 2000 году в составе «Лунинца» стал серебряным призёром первой лиги.
В 2001 году перешёл в «Торпедо» (Жодино), где провёл пять с половиной сезонов, сыграв более 100 матчей. В своём первом сезоне стал победителем первой лиги, затем играл в высшем дивизионе. В ходе сезона 2006 года перешёл в витебский «Локомотив» (позднее — ФК «Витебск»), а в конце карьеры провёл полтора сезона в «Граните» (Микашевичи). Завершил игровую карьеру в возрасте 31 года.
Всего в высшей лиге Белоруссии сыграл 214 матчей, забил 14 голов.

## Достижения
- Победитель первой лиги Белоруссии: 2001
- Серебряный призёр первой лиги Белоруссии: 2000